# Park Narodowy Everglades
Park Narodowy Everglades (ang. Everglades National Park) – park narodowy położony w południowej części stanu Floryda, w Stanach Zjednoczonych, w południowo-zachodniej części regionu geograficznego Everglades. Park został utworzony 6 grudnia 1947 roku. Jego obecna powierzchnia wynosi 6105 km². Jest to największy obszar dzikiej przyrody subtropikalnej zachowany w Stanach Zjednoczonych. Jest trzecim co do wielkości parkiem narodowym w kontynentalnej części USA.
Park Narodowy Everglades został stworzony w celu ochrony delikatnego ekosystemu lasów namorzynowych. Stanowi największy las namorzynowy na północnej półkuli i jest jednym z najważniejszych miejsc rozrodu tropikalnych ptaków brodzących. Ma również znaczenie gospodarcze – zaopatruje w wodę pitną całą południową część Florydy. Rocznie odwiedza go ponad milion turystów.

## Historia parku
Izba Reprezentantów Stanów Zjednoczonych ustanowiła Park Narodowy Everglades aktem prawnym z 30 maja 1934, jednak nie przyznała w nim żadnych funduszy na rozwój parku i ostatecznie został on oficjalnie otwarty przez prezydenta Harry'ego Trumana 6 grudnia 1947 roku. Park został uznany przez UNESCO za rezerwat biosfery 26 października 1976 roku, a trzy lata później, 24 października 1979 roku, ta sama organizacja wpisała go na Listę Światowego Dziedzictwa Kulturowego i Przyrodniczego Ludzkości.
Jak wszystkie parki narodowe w Stanach Zjednoczonych zarządzany jest przez National Park Service.

## Przyroda parku
Mokradła subtropikalne Everglades to system wolnopłynących rzek, w których szybkość przepływu wody wynosi ok. 0,4 km/dzień. Teren ten jest nawadniany przez rzekę Kissimmee i jezioro Okeechobee. Park jest położony na wysokości od zera do ośmiu metrów nad poziomem morza i obejmuje bagna, wysepki oraz słodko- i słonowodne rozlewiska. Wśród roślin na terenie parku występują między innymi namorzyny, szuwary, paprocie i palmy. W parku żyje ponad: 350 gatunków ptaków, 300 gatunków ryb słodkowodnych i morskich, 40 gatunków ssaków i 50 gatunków gadów. W parku występuje 36 gatunków zagrożonych lub chronionych, między innymi pantera florydzka, krokodyl amerykański i manat karaibski.

### Klimat
Pora sucha w Parku Narodowym Everglades trwa od grudnia do marca. W tym okresie temperatura waha się od 12 w nocy do 25°C w dzień, a wilgotność powietrza jest stosunkowo niska. Obniża się wtedy także poziom wody i zwierzęta gromadzą się w środkowej części parku, gdzie wody jest więcej.

W porze mokrej, trwającej od maja do listopada, temperatura utrzymuje się stale powyżej 33 °C, a wilgotność powietrza sięga ponad 90%. Występują również obfite deszcze.